# Juan Pozzobon
Juan Pozzobon (en portugués: João Pozzobon); São João do Polêsine, Río Grande del Sur, 12 de diciembre de 1904-Santa Maria, Río Grande del Sur, 27 de junio de 1985) fue un diácono católico permanente y el iniciador de la campaña de la Virgen Peregrina de Schoenstatt (también conocida como la campaña del Rosario), hoy presente en más de 100 países. Su proceso de beatificación está en curso.

## Vida

### Niñez
Un hijo de inmigrantes italianos establecidos en el Sur de Brasil, Juan nació en São João do Polêsine, estado de Rio Grande del Sur, en una familia sencilla y piadosa, que rezaba el Rosario todas las noches. El tercero de nueve hermanos, con 10 años de edad dice a su padre que le gustaría hacerse sacerdote. Por eso, empieza sus estudios en el seminario de los Padres Palotinos en Valle Veneto, no lejos de su ciudad natal.
Después de unos 10 meses allí, decide regresar a su casa, debido a su débil salud física. A los 14 empieza a tener serios problemas de vista así que no puede continuar sus estudios escolares. Por la misma razón, es considerado inhabilitado para el servicio militar.
Años más tarde, Juan dirá sobre su salud: "Dios, en su bondad infinita, no me consideró incapaz. Me utilizó como soy y me confié a su Madre para la Campaña del Santo Rosario. Nadie es incapaz de servir a Dios."

### Marido y padre
Juan se casa a los 23 años y tiene dos niños, pero a los 28 años su mujer muere. Se había mudado a la ciudad de Santa María durante la enfermedad de su mujer. Es en esta ciudad que, a los 32 años y con dos niños pequeños, decide casarse con Victoria Filipetto, con quien tiene otros cinco hijos. Deja su ocupación de campesino para abrir una pequeña tienda en el frente de su casa. Se vuelve muy respetado por las personas de su ciudad, especialmente gracias a su honestidad: "yo podría ser un hombre rico, pero apliqué sólo el margen de beneficio legítimo; no puedes tomar lo que pertenece a otros." Esta práctica era muy diferente de la de otros comerciantes en ese tiempo, que vendían sus mercaderías por el doble del precio al que la habían comprado.

### Los primeros contactos con Schoenstatt
Es en 1947 que su vida cruza el camino del Movimiento de Schoenstatt. Empieza su jornada de formación espiritual con las Hermanas de María de Schoenstatt y el Padre Celestino Trevisan. Participa en la bendición de la piedra fundamental del Santuario de Schoenstatt en Santa Maria. En esta ceremonia está presente el P. José Kentenich, fundador de Schoenstatt. Este hecho le marcará para siempre: "yo me sentía como un alumno del Padre Kentenich," dijo Pozzobon más tarde. "Desde cuándo yo tenía doce años sentía un vacío, una carencia de algo que no entendía lo que era. Pero desde aquel tiempo, descubrí que era la carencia de Dios y Su Madre."
Juan selló su Alianza de Amor con la Virgen el 11 de abril de 1948, el día de la bendición e inauguración del Santuario en Santa Maria.

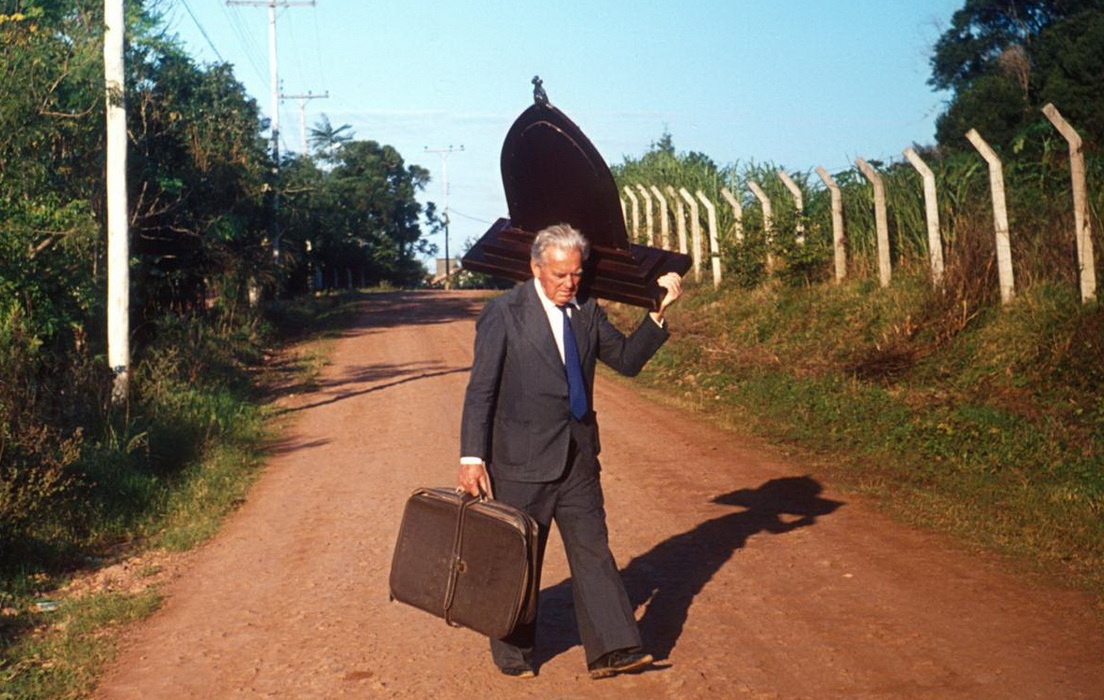
Juan Pozzobon llevando la imagen de la Virgen Peregrina

### Los principios de la Campaña de la Virgen Peregrina
En 1950, el Papa Pio XII había proclamado un Año Santo para la Iglesia. El 1 de noviembre de aquel año vería la proclamación del dogma de la Asunción de la Virgen María.
En septiembre, Juan había participado, con unos cien hombres, de una serie de charlas dadas por el Padre Celestino Trevisan y la Hermana Teresinha Gobbo. Hablaron de la importancia de rezar el Rosario y cómo incentivar una cruzada de oración en las familias. El 10 de septiembre de 1950, una réplica de la imagen de la Mater Ter Admirabilis, presente en el Santuario de Schoenstatt es bendecida y confiada a Juan Pozzobon para que él vaya a rezar el Rosario con la imagen en las familias.
"En aquel momento,  entendí que la bondad y piedad de Dios y de la Madre y Reina me habían dado una grande misión de evangelización: la Campaña del Santo Rosario." Está convencido que 

"cuando algo proviene de Dios, un hombre puede mover el mundo. Yo le dije a Nuestra Señora: 'tengo siete niños y una mujer, y soy responsable a Dios por mis niños y por mi mujer. Pero si es de la voluntad de Dios y la Vuestra, un hombre puede mover montañas.' Y todo fue bien. En los primeros años de la Campaña, yo dedicaba a la Madre y Reina dos horas por día de mi tiempo. Cuándo los niños estaban ya más crecidos y podían trabajar en la tienda, pasé a dedicarme exclusivamente a la Campaña. Si Dios quiere que alguien actúe en una tarea, también concede el tiempo para dedicar a su familia."
Juan Pozzobon

Las peticiones para recibir la visita de la Madre Tres Veces Admirable iban aumentando. Juan pasaba las mañanas en su tienda y, después de entregar todas las encomiendas, dejaba la caja a su mujer o a los niños para pasar la tarde visitando las familias para rezar el rosario.

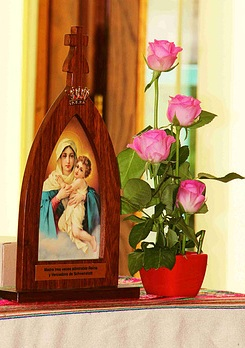
Imagen de la Virgen Peregrina, más pequeña, utilizada actualmente

El empieza a visitar escuelas, hospitales e incluso prisiones en la región. Y siempre a pie, llevando la imagen en sus espaldas, la que pesaba unos 11 kilos.
Juan también organiza "misiones" en los pueblos:  trae la imagen de la Virgen y las familias se reúnen para rezar el Rosario. Entonces predica el Evangelio, habla sobre conversión y pregunta sobre el estado material y espiritual de las familias. Entonces el deja el pueblo y regresa unos días más tarde, trayendo ayuda material y también un sacerdote para celebrar la Misa, para confesar, casar las parejas y bautizar los niños.
Y entonces los frutos empiezan a aparecer. Muchas familias regresan a la Iglesia;  se organizan peregrinajes al Santuario de Schoenstatt; la adoración eucarística es establecida en varias parroquias; los hacendados construyen capillas en los pueblos.

### Desarrollo de la Campaña
Con el tiempo, Juan no puede hacer más visitas con la Virgen Peregrina por su cuenta; entonces las Hermanas de María de Schoenstatt hacen copias de la imagen peregrina, pero en una medida más pequeña para hacer más fácil su transporte por otros voluntarios, que visitan treinta familias cada uno.
El 30 de diciembre de 1972, Pozzobon es ordenado Diácono Permanente por el Obispo Erico Ferrari. Desde entonces, el Diácono Juan Pozzobon es puesto a duras probaciones. Al principio, su trabajo no es comprendido y es a menudo criticado. Pero queda obediente a su obispo y su párroco.

"A veces, desanimado, yo me preguntaba: "Qué estoy haciendo? Dejo el que es más querido a mí, lejos de mi familia, sólo en ese camino. Entonces me di cuenta:  traigo la Madre de Dios. El mundo precisa de heroicidad. Y esto me devolvía la fuerza y el ánimo para seguir adelante."

### Compromiso con los más pobres

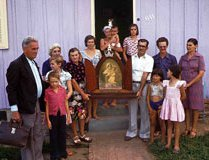
Juan visita una familia de campesinos.

Cerca de 1955, Juan fundó la "Villa Noble de la Caridad", donde construye casas gratis para los pobres que vivían con sus familias en la calle: "Allí yo entendí el significado del Vía Crucis, la aflicción del Cristo que solo podemos imaginar. El sufrimiento de nuestros hermanos causado por aquellos que no hacen ningún esfuerzo para sacrificarse por el otro. Confío en la Divina providencia. Nunca he sido un hombre rico, pero sé que Dios no abandona a los que sirven a su prójimo. Una vez, recibí una cantidad pequeña de dinero que hizo posible la compra de un lote de tierras y el material de construcción necesario. Personas generosas contribuyeran, nos metemos al trabajo, y en poco tiempo las primeras casas fueron construidas."
Entonces Pozzobon y un grupo de voluntarios empiezan a distribuir ropa, comida y educar las personas de la Villa Noble de la Caridad al trabajo. Plantan árboles frutales y flores. Su objetivo era ayudar a los pobres a conquistar dignidad y autoconfianza.
"Quería tanto cambiar este mundo tan dominado por el materialismo. Traer a Jesús, traer Su mensaje, y que todos se tornasen buenos y amasen a sus hermanos. Sentía mucha fuerza y alegría, y me puse a disposición de la Madre aceptando todos los sacrificios que Ella me enviara. Por amor a esta imagen sagrada, he tenido dos mil lechos diferentes en la oscuridad de la noche, entre los lirios de los campos y el bosque. Ella siempre me acompañó en las marchas largas, cruzando valles y ríos, y cuando me sentaba en el camino diciendo a ella, "Mamá, no lo aguanto más!" Cuando pasé por humillaciones y dificultades, Ella siempre me acompañó. Solo con mis fuerzas nunca podría haber hecho todo esto.

### Su fallecimiento y la continuación de su trabajo

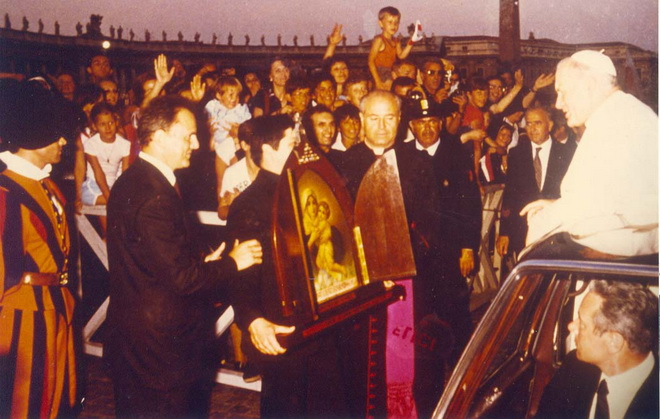
La Virgen Peregrina es bendecida por el papa Juan Pablo II.

En el 15 de junio de 1985, en el Santuario Juan ofrece su vida para el crecimiento de la Campaña del Rosario. En la mañana del 27 de junio de 1985, el Diácono Juan Pozzobon andaba a pie por el costado de una ruta secundaria bajo una niebla gruesa para ir a la Misa en el Santuario de Schoenstatt de Santa María, como lo hacía todas las mañanas, cuando es atropellado por un camión. Es llevado aun con vida al hospital, pero luego allí fallece.
La Campaña de la Virgen Peregrina, según los deseos de Pozzobon, continúa creciendo. Ahora está presente en más de 100 países en todo el mundo, en los seis continentes. Incluso en Antártida hay una estatua de Nuestra Señora de Schoenstatt, en una estación de investigación científica.
Pozzobon viajó más de 140.000 kilómetros con la imagen de la Virgen Peregrina en sus casi 40 años de apostolado.
Datos recientes de la secretaría de la Campaña del Rosario en Brasil indican que hoy sólo en ese país hay casi 2.5 millones de familias que reciben la imagen peregrina de la Madre Tres Veces Admirable, lo que representa uno en cada siete católicos brasileños.

### Proceso de Canonización
Su proceso de canonización fue abierto en 1994 en la diócesis de Santa María. En mayo de 2009 la fase diocesana fue completada y el caso fue enviado a la Congregación para las Causas de los Santos en Roma.
Su fase romana empezó en el 3 de junio de 2009, justo una semana después de la llegada de los más de 10.800 documentos que instruyen la causa, lo que sorprendió sus postuladores,  que esperaban aguardar mucho más tiempo, entre tres meses y un año para la recepción del caso en la Santa Sede. Desde entonces, Juan Pozzobon puede ser llamado "Siervo de Dios".
El 20 de junio de 2025, el papa León XIV autorizó la promulgación del decreto que lo declara venerable.Esto significa que el proceso de análisis de la vida del Siervo de Dios ha concluido ante la Iglesia y, para la beatificación, solo falta el reconocimiento de un milagro.